# Matteo Schablas
Matteo Schablas (* 14. März 2005 in Aichach, Deutschland) ist ein österreichisch-deutscher Fußballspieler.

## Karriere

### Verein
Schablas begann seine Karriere beim TSV Inchenhofen. Zur Saison 2014/15 wechselte er zum FC Augsburg. Zur Saison 2015/16 wechselte er in die Jugend des FC Bayern München, bei dem er fortan sämtliche Altersstufen durchlief. Ab der Saison 2021/22 gehörte er zum Kader der U-19-Mannschaft, für die er in der Saison 2022/23 auch in der UEFA Youth League zum Einsatz kam.
Zur Saison 2023/24 wechselte Schablas zum österreichischen Zweitligisten FC Liefering, dem Farmteam des FC Red Bull Salzburg. Sein Debüt in der 2. Liga gab er im Juli 2023, als er am ersten Spieltag jener Saison gegen den FC Dornbirn 1913 in der 80. Minute für Moussa Kounfolo Yeo eingewechselt wurde. Für Liefering kam er insgesamt zu 14 Zweitligaeinsätzen.
Im Jänner 2025 wechselte Schablas zum FK Austria Wien, bei dem er einen bis 2028 laufenden Vertrag erhielt. Von der Austria wurde er aber direkt als Kooperationsspieler an den SV Stripfing verliehen.

### Nationalmannschaft
Der gebürtige Deutsche Schablas debütierte im September 2022 gegen Schweden für die österreichische U-18-Auswahl.